# John Saul
John Saul (Pasadena, Californië, 25 februari 1942) is een Amerikaans schrijver van horrorboeken.